# Gebrüder Roeder

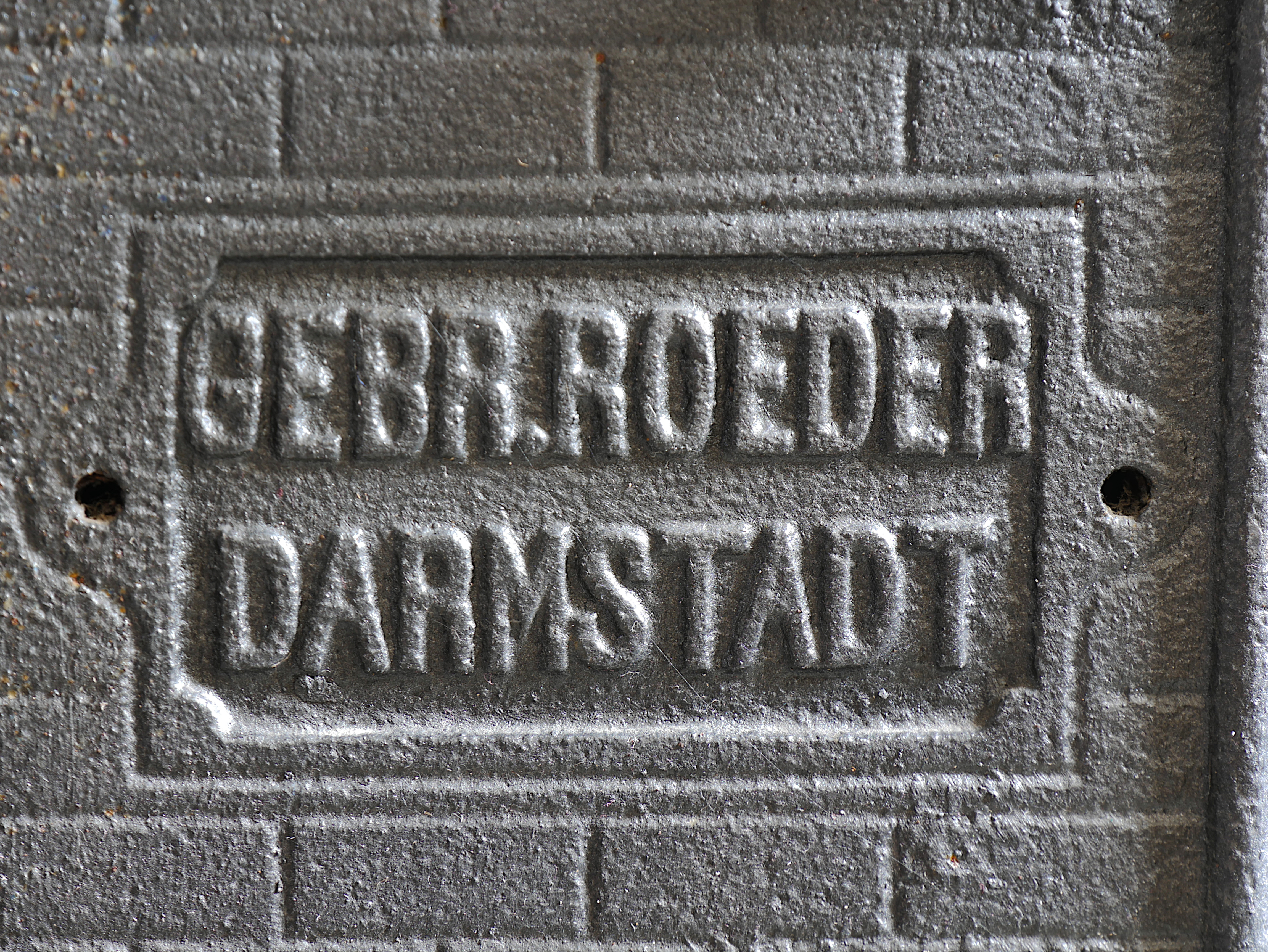
Logo Gebr. Roeder auf einem alten Herd

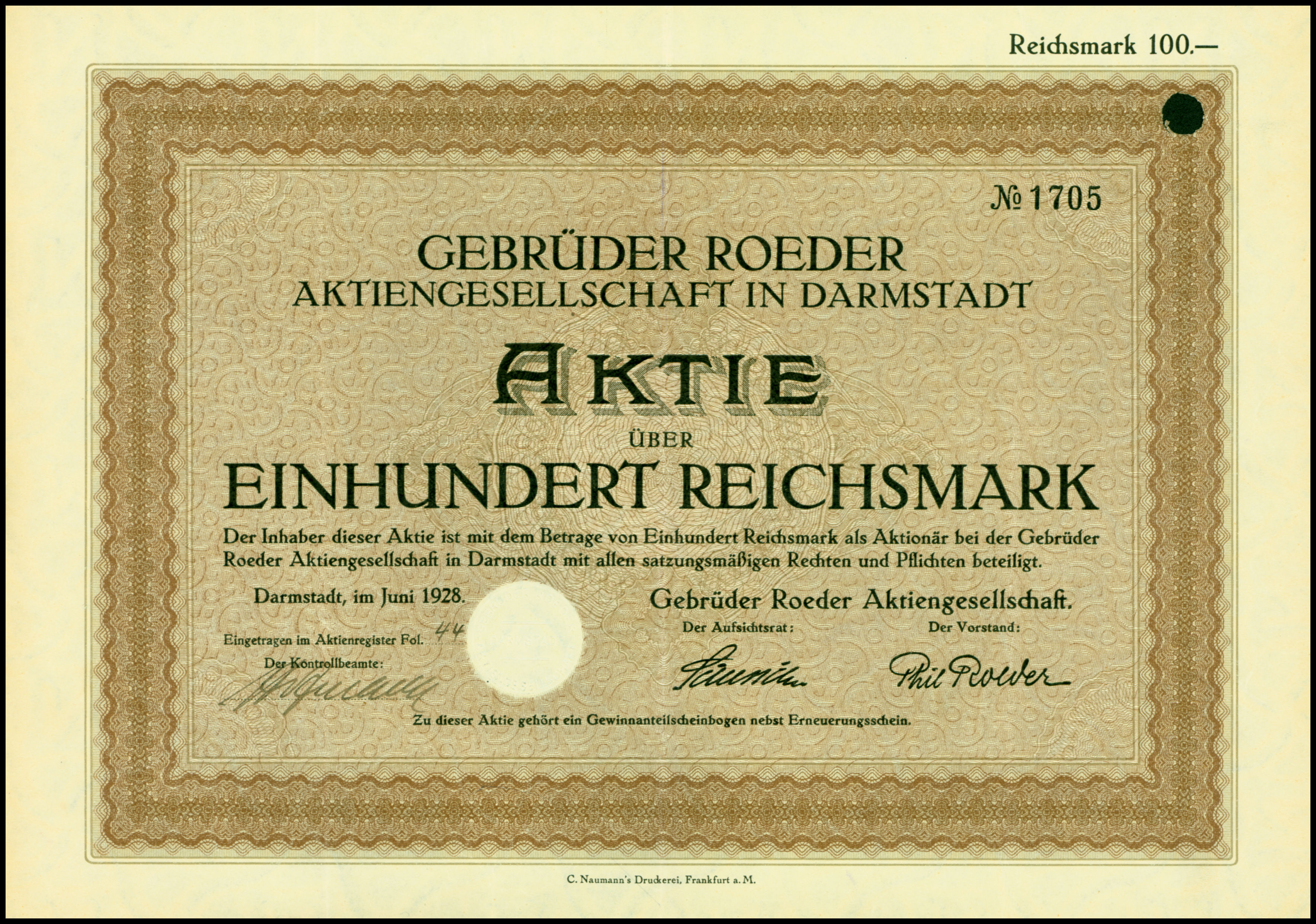
Aktie über 100 RM der Gebrüder Roeder AG vom Juni 1928

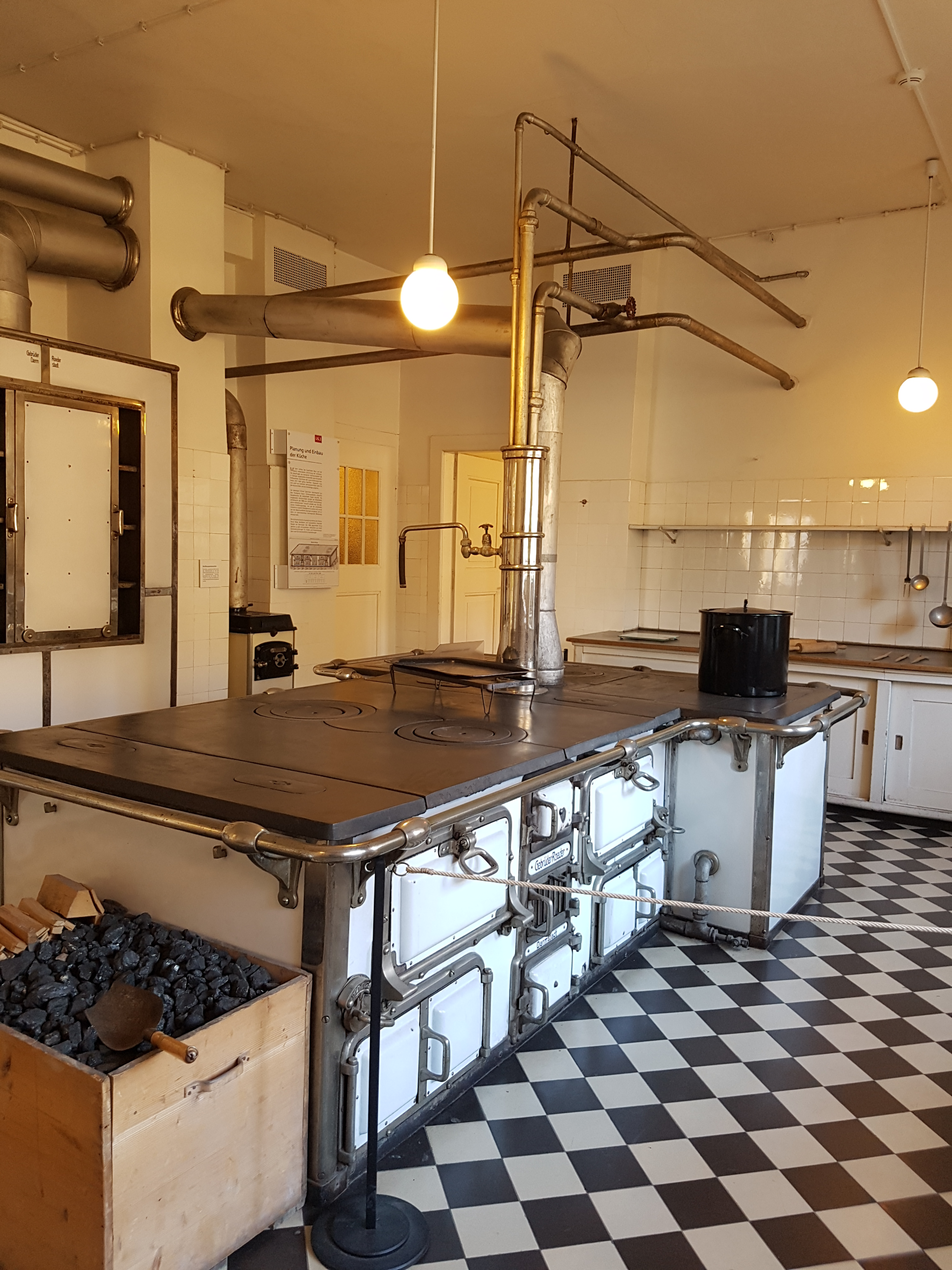
Herd der Gebrüder Roeder in der Schlossküche von Bebenhausen

Gebrüder Roeder war ein Darmstädter Großküchenhersteller, der von 1866 bis 1965 produzierte und seitdem als Gebr. Röder Verwaltungs-GmbH das einstige Immobilienvermögen verwaltet.

## Geschichte
Das Unternehmen wurde 1866 als Erste Darmstädter Herdfabrik und Eisengießerei Gebr. Roeder gegründet und 1919 in eine AG umgewandelt, der Namen wurde am 22. März 1923 auf Gebrüder Roeder AG verkürzt.
In den 1920er Jahren wurden die Rastatter Hofherdfabrik Stierlin & Vetter GmbH sowie die Prometheus AG übernommen. Neben Großküchengeräten wurden auch Herde für Privathaushalte, Feldküchen (u. a. Bundeswehr "Roeder 54") und gewerbliche Geschirrspüler produziert. Nachdem bis 1965 kein Gewinn mehr erwirtschaftet wurde, wandelte sich das Unternehmen in eine Immobilienverwaltungsgesellschaft, vornehmlich des Werksgeländes Rheinstraße 99. Die Roeder Großküchentechnik GmbH wurde von der mittlerweile nicht mehr existierenden Burger Eisenwerke AG übernommen. Nicht zu verwechseln ist diese mit verschiedenen Großküchenvertriebsfirmen mit dem Namen Röder, die nicht in Zusammenhang mit dem Großküchenhersteller stehen.

## Persönlichkeiten
- Willi Bernauer, Vorstand der Gebrüder Roeder AG